# رحبعام

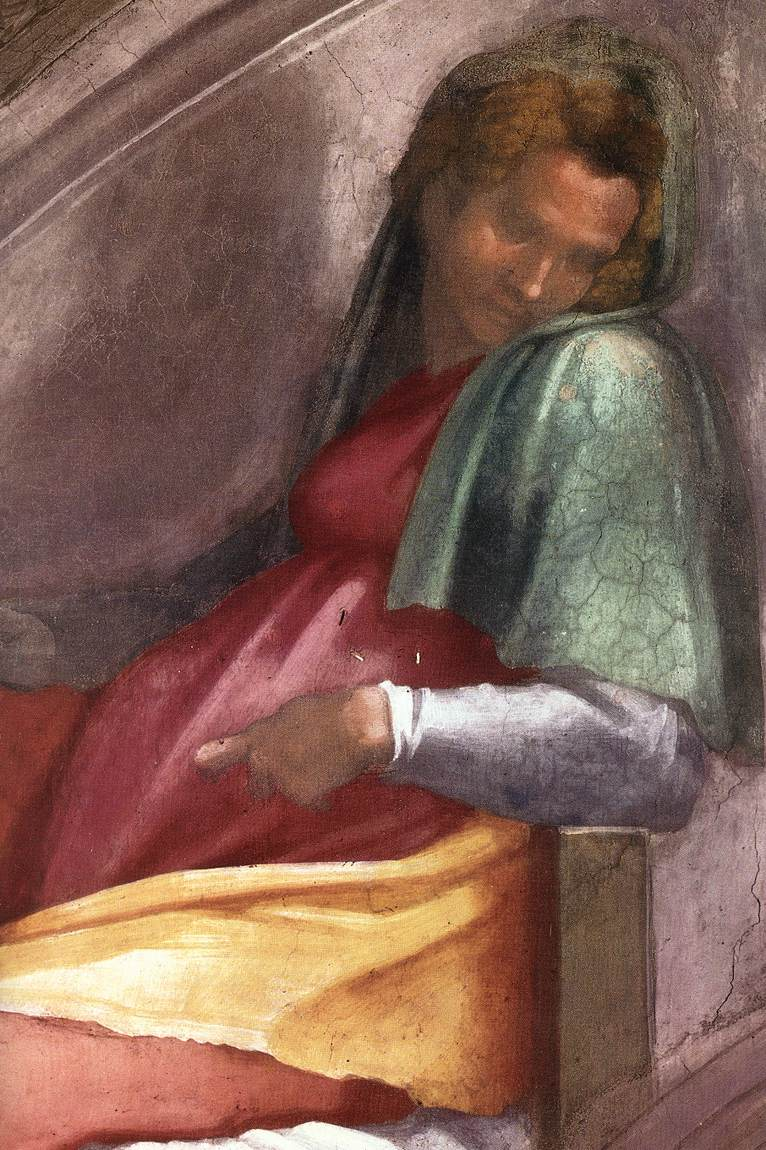
رحبعام اثر میکلانژ

رحبعام (به عبری: רחְַבָעם) اولین پادشاه یهودا پس از تجزیه پادشاهی متحد اسرائیل بود. او پسر و جانشین سلیمان و نوه داوود بود. طبق کتاب مقدس، رحبعام حکومت خود را محدود به پادشاهی یهودا در جنوب می‌دانست و ۱۷ سال سلطنت کرد.

## دوران سلطنت
پس از مرگ سلیمان، ده قبیله شمالی اسرائیل در شکیم جمع شدند تا رحبعام را پادشاه اعلام کنند. در این جلسه، بزرگان قبایل خواستار اصلاحات گسترده‌ای در سیاست‌‌های حکومت شدند. اصلاحات درخواست شده باعث کاهش ذخایر خزانه سلطنتی و در نتیجه ناتوانی آن برای ادامه شکوه و عظمت در دربار می‌شد. بزرگان سالخورده به رحبعام توصیه کردند که حداقل با مردم گفت و گو کند. با این حال، پادشاه جدید از مردان جوانی که با آنها بزرگ شده بود مشورت گرفت و آنها به رحبعام توصیه کردند که در برابر مردم ضعف نشان ندهد و حتی از آنها مالیات بیشتری بگیرد و رحبعام نیز چنین کرد.
در نتیجه این اقدامات مردم شورش کرده و ده قبیله شمالی از هم جدا شدند و یک پادشاهی مسقل تشکیل دادند. این پادشاهی جدید همچنان پادشاهی اسرائیل نامیده می‌شد و به سامره یا افرایم یا پادشاهی شمالی نیز معروف بود. در مقابل سرزمین‌هایی که برای رحبعام باقی مانده بود، پادشاهی یهودا نام داشت.
در سال پنجم سلطنت رحبعام، ششونک یکم، پادشاه مصر، لشکری عظیم برآورد و شهرهای بسیاری را تصرف کرد. گزارش تواریخ بیان می‌کند که ششونک با ۱۲۰۰ ارابه و ۶۰۰۰۰ نفر به سوی اورشلیم حرکت کرد. لشکر مصر تمامی شهرهای مستحکم منتهی به اورشلیم را تصرف کردند و هنگامی که اورشلیم را محاصره کردند، رحبعام تمامی گنجینه‌های معبد را به‌عنوان خراج به ششونک داد. این لشکرکشی تجارت پادشاهی یهودا با عربستان جنوبی را که در زمان سلطنت سلیمان برقرار شده بود قطع کرد.